# Prêmio de Técnico do Ano da NBA

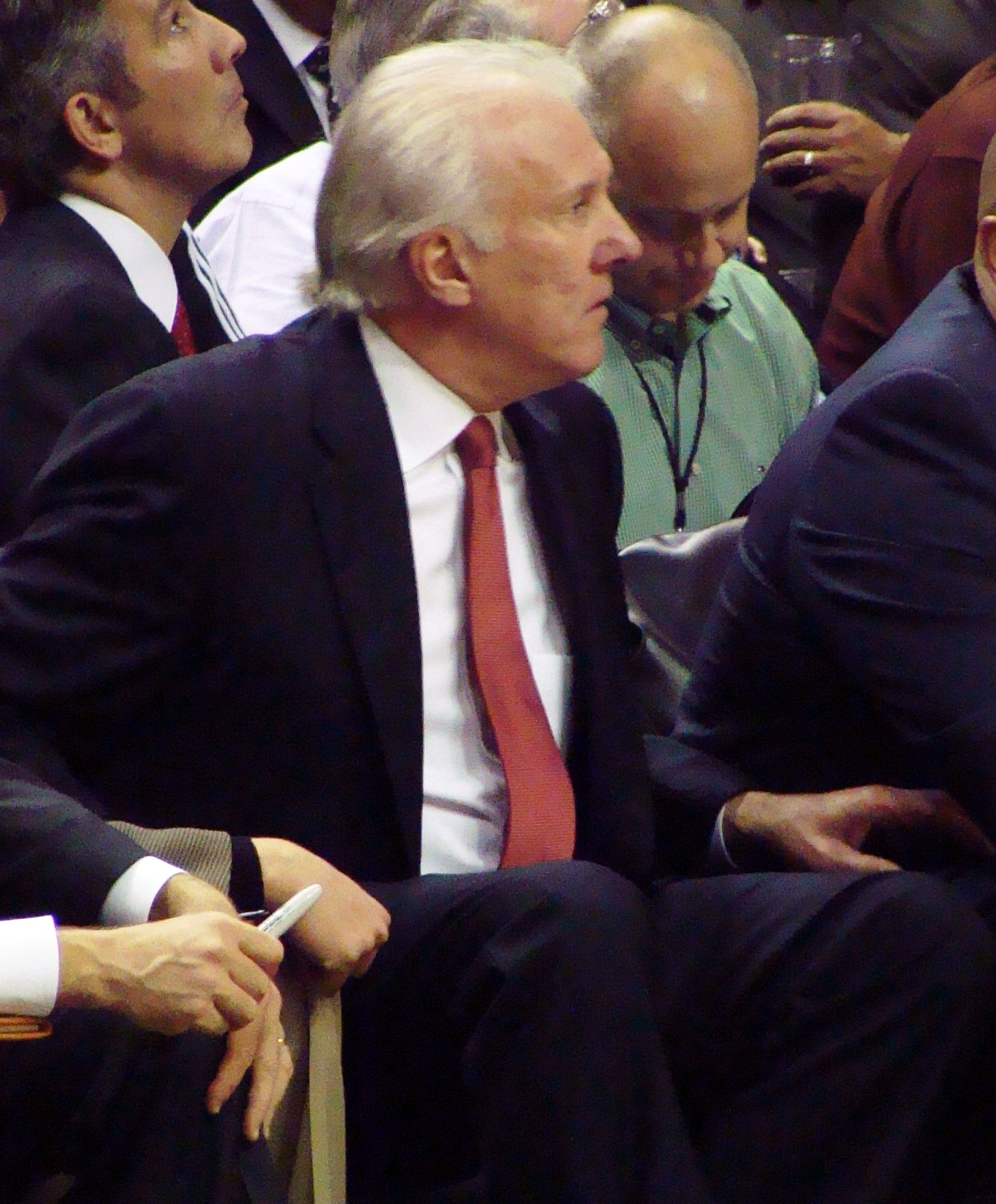
Gregg Popovich é um dos recordistas do prêmio com 3 escolhas, duas coincidindo com títulos seus no San Antonio Spurs.

O NBA Coach of the Year é um prêmio entregue pela National Basketball Association (NBA) anualmente ao melhor técnico da temporada. O primeiro vencedor foi Red Auerbach após conquistar o troféu na temporada da NBA de 1962-63. Os jogadores votam, ao fim de cada temporada, nos melhores técnicos da temporada, sendo escolhidos o primeiro, o segundo e o terceiro.
Desde o início, são 40 diferentes treinadores a conquistar a honraria. O mais recente foi Mark Daigneault, do Oklahoma City Thunder. Gregg Popovich, Don Nelson e Pat Riley são os maiores vencedores com três conquistas, sendo que Riley é o único técnico a ser nomeado "Técnico do Ano" por três clubes diferentes. Johnny Kerr é o único homem a conquistar o prêmio com um saldo negativo (33-48 com o Chicago Bulls em 1967). Ele foi nomeado porque guiou o time até os playoffs.

## Vencedores
| †       | Técnico em atividade                              |
| *       | Elevado ao Basketball Hall of Fame como treinador |
| V–D     | Sequência de Vitórias/Derrotas do treinador       |
| Negrito | Campeão da NBA na temporada                       |

| Temporada | Técnico                | Nacionalidade     | Franquia                | V-D   | Aproveitamento (%) |
| --------- | ---------------------- | ----------------- | ----------------------- | ----- | ------------------ |
| 1962–63   | Harry Gallatin         | Estados Unidos    | St. Louis Hawks         | 48–32 | 60,0%              |
| 1963–64   | Alex Hannum*           | Estados Unidos    | San Francisco Warriors  | 48–32 | 60,0%              |
| 1964–65   | Red Auerbach*[a]       | Estados Unidos    | Boston Celtics          | 62–18 | 77,5%              |
| 1965–66   | Dolph Schayes          | Estados Unidos    | Philadelphia 76ers      | 55–25 | 68,8%              |
| 1966–67   | Johnny Kerr            | Estados Unidos    | Chicago Bulls           | 33–48 | 40,7%              |
| 1967–68   | Richie Guerin          | Estados Unidos    | St. Louis Hawks         | 56–26 | 68,3%              |
| 1968–69   | Gene Shue              | Estados Unidos    | Baltimore Bullets       | 57–25 | 69,5%              |
| 1969-70   | Red Holzman*[a]        | Estados Unidos    | New York Knicks         | 60–22 | 73,2%              |
| 1970–71   | Dick Motta             | Estados Unidos    | Chicago Bulls           | 51–31 | 62,2%              |
| 1971–72   | Bill Sharman*          | Estados Unidos    | Los Angeles Lakers      | 69–13 | 84,1%              |
| 1972–73   | Tom Heinsohn           | Estados Unidos    | Boston Celtics          | 68–14 | 82,9%              |
| 1973–74   | Ray Scott              | Estados Unidos    | Detroit Pistons         | 52–30 | 63,4%              |
| 1974–75   | Phil Johnson           | Estados Unidos    | Kansas City-Omaha Kings | 44–38 | 53,7%              |
| 1975–76   | Bill Fitch[a]          | Estados Unidos    | Cleveland Cavaliers     | 49–33 | 59,8%              |
| 1976–77   | Tom Nissalke           | Estados Unidos    | Houston Rockets         | 49–33 | 59,8%              |
| 1977–78   | Hubie Brown            | Estados Unidos    | Atlanta Hawks           | 41–41 | 50,0%              |
| 1978–79   | Cotton Fitzsimmons     | Estados Unidos    | Kansas City Kings       | 48–34 | 58,5%              |
| 1979–80   | Bill Fitch[a] (2)      | Estados Unidos    | Boston Celtics          | 61–21 | 74,4%              |
| 1980–81   | Jack McKinney          | Estados Unidos    | Indiana Pacers          | 44–38 | 53,7%              |
| 1981–82   | Gene Shue (2)          | Estados Unidos    | Washington Bullets      | 43–39 | 52,4%              |
| 1982–83   | Don Nelson*[a]         | Estados Unidos    | Milwaukee Bucks         | 51–31 | 72,0%              |
| 1983–84   | Frank Layden           | Estados Unidos    | Utah Jazz               | 45–37 | 54,9%              |
| 1984–85   | Don Nelson*[a] (2)     | Estados Unidos    | Milwaukee Bucks         | 59–23 | 72,0%              |
| 1985–86   | Mike Fratello          | Estados Unidos    | Atlanta Hawks           | 50–32 | 61,0%              |
| 1986–87   | Mike Schuler           | Estados Unidos    | Portland Trail Blazers  | 49–33 | 59,8%              |
| 1987–88   | Doug Moe               | Estados Unidos    | Denver Nuggets          | 54–28 | 65,9%              |
| 1988–89   | Cotton Fitzsimmons (2) | Estados Unidos    | Phoenix Suns            | 55–27 | 67,1%              |
| 1989–90   | Pat Riley*[a]          | Estados Unidos    | Los Angeles Lakers      | 63–19 | 76,8%              |
| 1990–91   | Don Chaney             | Estados Unidos    | Houston Rockets         | 52–30 | 63,4%              |
| 1991–92   | Don Nelson*[a] (3)     | Estados Unidos    | Golden State Warriors   | 55–27 | 67,1%              |
| 1992–93   | Pat Riley*[a] (2)      | Estados Unidos    | New York Knicks         | 60–22 | 73,2%              |
| 1993–94   | Lenny Wilkens*[a]      | Estados Unidos    | Atlanta Hawks           | 57–25 | 69,5%              |
| 1994–95   | Del Harris             | Estados Unidos    | Los Angeles Lakers      | 48–34 | 58,5%              |
| 1995–96   | Phil Jackson*[a]       | Estados Unidos    | Chicago Bulls           | 72–10 | 87,8%              |
| 1996–97   | Pat Riley*[a] (3)      | Estados Unidos    | Miami Heat              | 61–21 | 74,4%              |
| 1997–98   | Larry Bird             | Estados Unidos    | Indiana Pacers          | 58–24 | 70,7%              |
| 1998–99   | Mike Dunleavy          | Estados Unidos    | Portland Trail Blazers  | 35–15 | 70,0%              |
| 1999–00   | Doc Rivers †           | Estados Unidos    | Orlando Magic           | 41–41 | 50,0%              |
| 2000–01   | Larry Brown*           | Estados Unidos    | Philadelphia 76ers      | 56–26 | 68,3%              |
| 2001–02   | Rick Carlisle †        | Estados Unidos    | Detroit Pistons         | 50–32 | 61,0%              |
| 2002–03   | Gregg Popovich *       | Estados Unidos    | San Antonio Spurs       | 60–22 | 73,2%              |
| 2003–04   | Hubie Brown (2)        | Estados Unidos    | Memphis Grizzlies       | 50–32 | 61,0%              |
| 2004–05   | Mike D'Antoni          | Estados Unidos[b] | Phoenix Suns            | 62–20 | 75,6%              |
| 2005–06   | Avery Johnson          | Estados Unidos    | Dallas Mavericks        | 60–22 | 73,2%              |
| 2006–07   | Sam Mitchell           | Estados Unidos    | Toronto Raptors         | 47–35 | 57,3%              |
| 2007–08   | Byron Scott            | Estados Unidos    | New Orleans Hornets     | 56–26 | 68,3%              |
| 2008–09   | Mike Brown †           | Estados Unidos    | Cleveland Cavaliers     | 66-16 | 80,5%              |
| 2009–10   | Scott Brooks           | Estados Unidos    | Oklahoma City Thunder   | 50-32 | 61,0%              |
| 2010–11   | Tom Thibodeau †        | Estados Unidos    | Chicago Bulls           | 62-20 | 75,6%              |
| 2011–12   | Gregg Popovich * (2)   | Estados Unidos    | San Antonio Spurs       | 50–16 | 75,8%              |
| 2012–13   | George Karl *          | Estados Unidos    | Denver Nuggets          | 57–25 | 69,5%              |
| 2013–14   | Gregg Popovich * (3)   | Estados Unidos    | San Antonio Spurs       | 62–20 | 75,6%              |
| 2014–15   | Mike Budenholzer       | Estados Unidos    | Atlanta Hawks           | 60–22 | 73,2%              |
| 2015–16   | Steve Kerr †           | Estados Unidos    | Golden State Warriors   | 73–9  | 89,0%              |
| 2016–17   | Mike D'Antoni (2)      | Estados Unidos[b] | Houston Rockets         | 55–27 | 67,0%              |
| 2017–18   | Dwane Casey            | Estados Unidos    | Toronto Raptors         | 59–23 | 72,0%              |
| 2018–19   | Mike Budenholzer (2)   | Estados Unidos    | Milwaukee Bucks         | 60–22 | 73,2%              |
| 2019–20   | Nick Nurse †           | Estados Unidos    | Toronto Raptors         | 46-18 | 71,9%              |
| 2020–21   | Tom Thibodeau † (2)    | Estados Unidos    | New York Knicks         | 41-31 | 56,9%              |
| 2021–22   | Monty Williams †       | Estados Unidos    | Phoenix Suns            | 64-18 | 78,0%              |
| 2022–23   | Mike Brown † (2)       | Estados Unidos    | Sacramento Kings        | 48-34 | 58,5%              |
| 2023–24   | Mark Daigneault †      | Estados Unidos    | Oklahoma City Thunder   | 57-25 | 69,5%              |
| 2024–25   | Kenny Atkinson †       | Estados Unidos    | Cleveland Cavaliers     | 64-18 | 78,0%              |